# Nudaria discipuncta
Nudaria discipuncta là một loài bướm đêm thuộc phân họ Arctiinae, họ Erebidae.